# Liste der Kulturdenkmale in Ellwangen (Jagst)

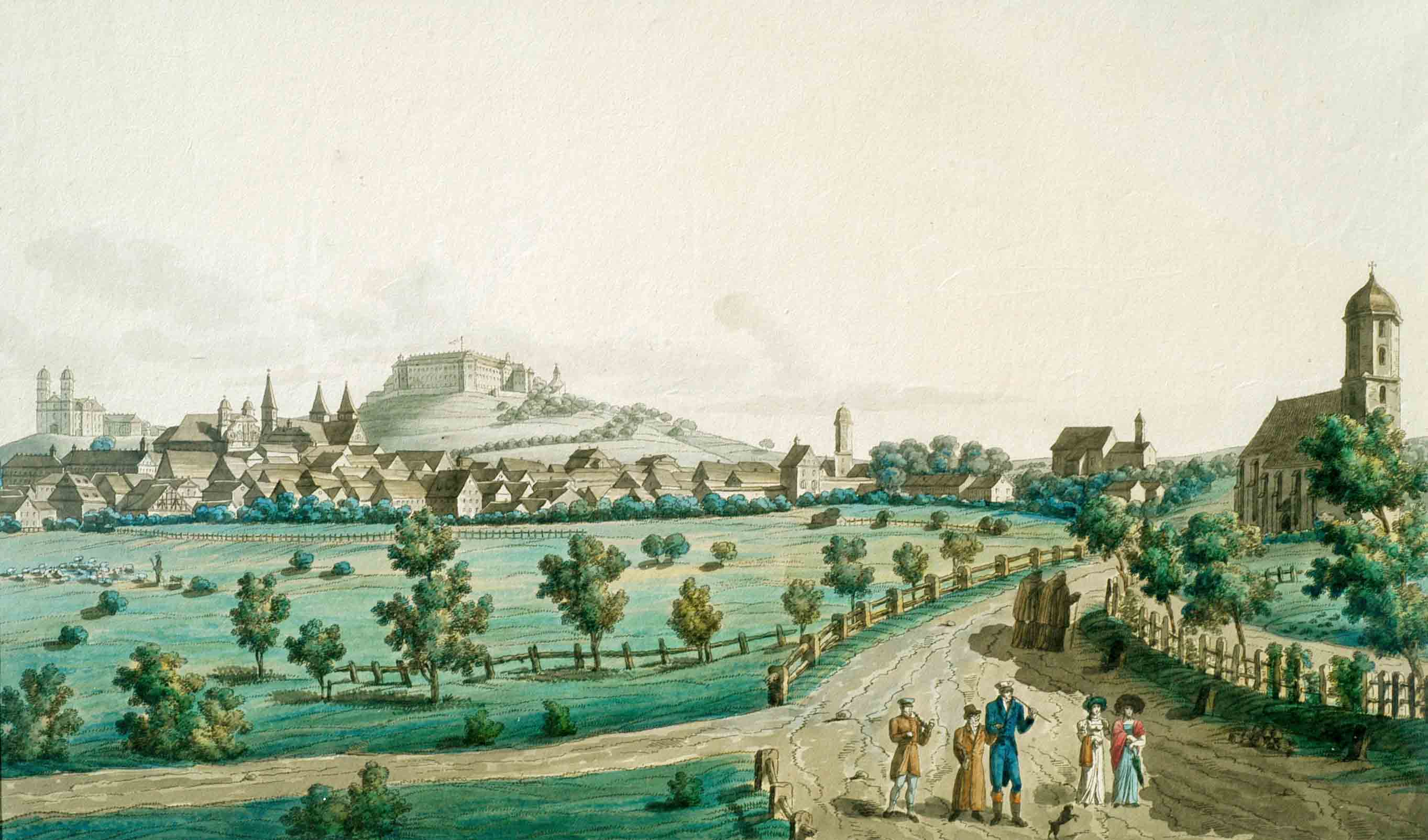
Ellwangen im Jahr 1818

In der Liste der Kulturdenkmale in Ellwangen (Jagst) sind Bau- und Kunstdenkmale der Stadt Ellwangen (Jagst) verzeichnet. Die Liste wurde nach dem Denkmalpflegerischen Fachplan des Landesamtes für Denkmalpflege Baden-Württemberg erstellt.
Diese Liste ist nicht rechtsverbindlich. Eine rechtsverbindliche Auskunft ist lediglich auf Anfrage bei der Unteren Denkmalschutzbehörde der Stadt Ellwangen (Jagst) erhältlich.
Die Gesamtanlage „Altstadt Ellwangen (Jagst)“ ist seit 1984 unter Denkmalschutz gestellt. Dazu hat der Stadtrat im Benehmen mit dem Landesdenkmalamt als eine der ersten Städte in Baden-Württemberg eine Gesamtanlagenschutzsatzung beschlossen.

## Kulturdenkmale nach Ortsteilen

### Ellwangen (Jagst), Altstadt
| Bild           | Bezeichnung | Lage | Datierung                     | Beschreibung | ID |
| -------------- | --- | --- | ----------------------------- | --- | -- |
| Weitere Bilder | Sachgesamtheit Spätmittelalterliche Stadtbefestigung des 14. Jahrhunderts                                                                     | Aalener Straße Flurstücksnummer 110, An der Mauer bei 10, usw. – viele Straßen und Hausnummern – bis Zollgasse 1, 3, 7, 9, 11, 13. | 14. Jahrhundert               | Bestehend aus den teils im Boden überlieferten, teils obertägig sichtbaren Abschnitten der Ringmauer mit Toren und Türmen sowie Graben- und Wallbereichen Geschützt nach §§ 2, 28 (2) DSchG |    |
|                | Fürstpröpstliches Amtshaus des Stadtschultheißen (heute Wohn- und Geschäftshaus)                                                              | Adelbergergasse 1 (Karte) | 1759                          | Zweigeschossiger Massivbau mit Walmdach, 1759 (Dachwerk), Ende des 18. Jahrhunderts und in jüngerer Zeit umgebaut. Geschützt nach §§ 28 (2) DSchG |    |
|                | Handwerkerhaus (heute Wohnhaus) | Adelbergergasse 10 (Karte) | 1788                          | Zweigeschossiger Putzbau mit Satteldach, 1788 erbaut, 1896 aufgestockt Geschützt nach § 2 DSchG |    |
|                | Kleinhandwerkerhaus (heute Wohnhaus) | Adelmannsgasse 5 (Karte) | 1556 dendro                   | Zweigeschossiger Fachwerkbau Geschützt nach § 2 DSchG | BW |
|                | Handwerkerhaus mit Wagnerwerkstatt | Adelmannsgasse 6 (Karte) | 18. Jahrhundert               | Zweigeschossiger Putzbau mit Satteldach, 18. Jahrhundert, im 19. Jahrhundert erweitert, 2002 renoviert. Geschützt nach § 2 DSchG | BW |
|                | Handwerkerhaus (heute Wohnhaus) | Amtsgasse 4 (Karte) | vor 1770                      | Dreigeschossiger Putzbau mit älterem Kern, in den 1770er Jahren um ein Geschoss erhöht und umgestaltet, um 1800 Wohnhaus des Bildhauers Andreas Brühl. Geschützt nach §§ 28 (2) DSchG |    |
|                | Handwerkerhaus (heute Wohn- und Geschäftshaus)                                                                                                | Amtsgasse 6 (Karte) | 16. Jahrhundert               | Zweigeschossiger Putzbau des 16. Jahrhunderts, im 19. Jahrhundert und jüngerer Zeit umgebaut. 1690er Jahre bis 1745 Wohnhaus des Bildhauers und Stukkators Melchior Paulus (1669–1745). Geschützt nach § 2 DSchG |    |
|                | Kapitlisches Wohn- und Amtshaus (heute Wohnhaus)                                                                                              | Amtsgasse 9 (Karte) | 17./18. Jahrhundert           | Zweigeschossiger Massivbau mit Satteldach, 17./18. Jahrhundert, 1905 und in jüngerer Zeit umgebaut. Geschützt nach § 2 DSchG | BW |
|                | Fürstpröpstliches Wohn- und Amtshaus | Amtsgasse 13 (Karte) | 18. Jahrhundert               | Zweigeschossiger Putzbau mit Mansarddach, in der 1. Hälfte des 18. Jahrhunderts durch den fürstpröpstlichen Baumeister Arnold Friedrich Prahl erstellt, 1844 und in den 1950er Jahren umgebaut. Geschützt nach § 2 DSchG |    |
|                | Stadtmauer und Grabenbereiche | An der Mauer bei 4, usw. die ganze Straße entlang (Karte)                                                                          | Spätmittelalter               | Spätmittelalterliche Stadtbefestigung, hier Reste der Stadtmauer und der Grabenbereiche Geschützt nach § 2 DSchG | BW |
|                | Turm (heute Kapelle, Methodius-Gedenkstätte)                                                                                                  | An der Mauer 8 (Karte) | Spätmittelalter               | In weiten Teilen rekonstruiert. Ehemals Teil der Stadtbefestigung. Geschützt nach § 2 DSchG |    |
|                | Kleinhandwerkerhaus | An der Mauer 9 (Karte) | 1770 dendro                   | Zweigeschossiger Putzbau mit Satteldach, 1770 (dendro) anstelle eines Vorgängerbaus errichtet. Geschützt nach § 2 DSchG | BW |
|                | Turm (heute Wohngebäude) | An der Mauer 34 (Karte) | Spätmittelalter               | Teil der spätmittelalterlichen Stadtbefestigung |    |
|                | Turm (heute Lagerraum) | An der Mauer 44 (Karte) | Spätmittelalter               | Teil der spätmittelalterlichen Stadtbefestigung |    |
|                | Handwerkerhaus | Apothekergasse 1 (Karte) | 1545                          | Zweigeschossiger Putzbau aus der Zeit um 1545 (dendro), im 19. und 20. Jahrhundert umgebaut. Geschützt nach § 2 DSchG |    |
|                | Fürstpröpstliches Wohn- und Amtshaus | Apothekergasse 3 (Karte) | 1635, 1744 (dendro, Dachwerk) | Dreigeschossiger Putzbau mit Satteldach, 1744 (dendro, Dachwerk) mit älterem Kern, im Erdgeschoss bezeichnet „1635“ Geschützt nach § 2 DSchG |    |
|                | Kleinhandwerkerhaus | Bachgasse 5 (Karte) | 18. Jahrhundert               | Zweigeschossiger Putzbau mit Satteldach, 18. Jahrhundert. Geschützt nach § 2 DSchG | BW |
|                | Wohngebäude | Badgasse 2 (Karte) | 18. Jahrhundert               | Dreigeschossiger Putzbau mit Satteldach, 18. Jahrhundert, 1964 erneuert. Geschützt nach §§ 28 (2) DSchG | BW |
|                | Scheune der Gastwirtschaft zum Grünen Baum | Färbergasse 6 (Karte) | 1750                          | Zweigeschossiges Fachwerkgebäude mit massivem Erdgeschoss und Satteldach, bezeichnet „1750“. Geschützt nach § 2 DSchG | BW |
|                | Turm (Vereinsheim) | Hirtengasse 12 (Karte) |                               | In weiten Teilen rekonstruiert. Geschützt nach § 2 DSchG |    |
|                | Handwerkerhaus | Hirtengasse 18 (Karte) | 17. Jahrhundert               | Dreigeschossiger an die Stadtmauer angebauter Putzbau mit Satteldach, 17. Jahrhundert, 1894 an der südlichen Haushälfte erhöht Geschützt nach § 2 DSchG | BW |
|                | Turm (heute Bestandteil des Wohnhauses) | Hirtengasse 24 (Karte) | Spätmittelalter               | Teil der Stadtmauer und Grabenbereiche Geschützt nach § 2 DSchG | BW |
|                | Gasthaus zum Löwen, später Goldener Fuchs (heute Wohn- und Geschäftshaus)                                                                     | Marienstraße 1 (Karte) | 1773                          | Dreigeschossiger Putzbau mit Walmdach, 1773 (dendro, Dachwerk), 1867 und in den 1930er Jahren umgebaut. Geschützt nach §§ 28 (2) DSchG |    |
| Weitere Bilder | Gasthof mit Posthalterei zum Schwarzen Adler (heute Wohn- und Geschäftshaus)                                                                  | Marienstraße 2 (Karte) | 1. Hälfte 18. Jahrhundert     | Dreigeschossiger Putzbau mit Walmdach und mittigem Ziergiebel, 1. Hälfte 18. Jahrhundert, Fassadenmalerei von Hans Kolb, einschließlich Waschküchenanbau, Ende 19. Jahrhundert. Geschützt nach §§ 28 (2) DSchG |    |
|                | Ehemalige Gerberei (heute Wohn- und Geschäftshaus) – Sachgesamtheit                                                                           | Marienstraße 9 und 9a, Flurstücksnummer 59/2 (Karte)                                                                               | 1747                          | Dreigeschossiger Putzbau mit Krüppelwalmdach, Fachwerkanbau mit Laubengang aus dem 18. Jahrhundert samt Hoftor. bezeichnet „1747“, im 20. Jahrhundert erneuert, sowie Hofbereich mit im Boden befindlichen Resten der frühneuzeitlichen Gerberei. Geschützt nach § 2 DSchG | BW |
|                | Gasthaus zum Wilden Mann | Marienstraße 13 (Karte) | 1737                          | Dreigeschossiger Massivbau mit Mansarddach, 1737 durch den fürstpröpstlichen Baumeister Arnold Friedrich Prahl erbaut, seit 1811 Apotheke (hier Ausstattung des frühen 20. Jahrhunderts), 1916/17 im Inneren umgebaut. Geschützt nach §§ 28 (12) DSchG |    |
|                | Handwerkerhaus (heute Wohn- und Geschäftshaus)                                                                                                | Marienstraße 15 (Karte) | 1621, 1437                    | Zweigeschossiger Putzbau mit Satteldach, bestehend aus Vorder- und Rückgebäude, 1621 (dendro) unter gemeinsamem Dach vereinigt, Vorderhaus mit mittelalterlichem Kern, Rückgebäude von 1437 (dendro, Obergeschoss), im Obergeschoss des Rückgebäudes Buchbinderwerkstatt. Geschützt nach § 2 DSchG | BW |
|                | Handwerkerhaus (heute Wohn- und Geschäftshaus)                                                                                                | Marienstraße 16 (Karte) | 16. Jahrhundert               | Zweigeschossiger Putzbau mit rückseitigem Halbwalm, im Kern 16. Jahrhundert, um 1750, 1835 und in jüngerer Zeit umgebaut. Geschützt nach § 2 DSchG | BW |
|                | Handwerkerhaus (heute Wohn- und Geschäftshaus)                                                                                                | Marienstraße 22 (Karte) | 1716                          | Dreigeschossiger massiver Putzbau mit Satteldach, 1716 für den Weinhändler Diemer erbaut,1845, 1916 und in jüngerer Zeit erneuert. Geschützt nach § 2 DSchG | BW |
|                | Handwerkerhaus (heute Wohn- und Geschäftshaus) – Sachgesamtheit                                                                               | Marienstraße 40 (Karte) | 1750                          | Dreigeschossiger Putzbau mit Satteldach, um 1750 erbaut, mit Garten. Geschützt nach § 2 DSchG | BW |
|                | Wohnhaus – Sachgesamtheit | Marienstraße 41, Flurstücksnummer 108/1 (Karte)                                                                                    | 1871                          | Zweigeschossiger Backsteinbau mit Satteldach, 1871 im Stadtgraben erbaut, 2002 renoviert, samt rückseitigem Garten. Geschützt nach § 2 DSchG |    |
|                | Torhaus (heute Wohn- und Geschäftshaus) | Marienstraße 44 (Karte) | 1823                          | 1823 anstelle eines Vorgängergebäudes errichtet, 1923 um ein Stockwerk erhöht. Geschützt nach § 2 DSchG | BW |
| Weitere Bilder | Ehemaliges Benediktinerkloster, danach Chorherrenstift – Sachgesamtheit                                                                       | Marktplatz 1, 5, Flurstücksnummer 9, 9/14, 11/2, 11/5, 13; Philipp-Jeningen-Platz 2, 2/1 (Karte)                                   | 12. Jahrhundert               | Sachgesamtheit besteht aus: - Benediktinerkloster-, später Stiftskirche (heute katholische Pfarrkirche St. Vitus, 1124 geweiht, nach Brand 1182 bis 1233 (Weihe) weitgehende neu gebaut, Krypta und westliche Vorhalle samt Turm im 13. Jahrhundert erstellt, ab 1469 Erneuerung der Kirche durch Hans Stiglitz. 1588–1590 Erneuerung des Dachbereichs sowie Neubau des südlichen Querhausgiebels, 1661/62 erste Barockisierung der Kirche durch Constantin Bader und Matthias (II) Schmutzer, 1699 Anbau der zweigeschossigen Sakristei an die Ostwand des Querschiffs, 1737–1741 zweite Barockisierung durch Donato Riccardo Retti und Emanuele Pighini, 1909/10, 1952 und 1959–1964 Umbau- bzw. Restaurierungsmaßnahmen, - Klausurgebäude des Klosters bzw. Kapitelgebäuden des Chorherrenstifts, nach Zerstörung durch Brand (1443) 1468–1473 durch Hans Stiglitz wiederaufgebaut, Ostflügel 1768 (dendro) und 1782 (dendro) erneuert, Nordflügel im 18. Jahrhundert, 1934 und 1984/85 umgebaut, - Die im Boden befindlichen Reste von Vorgängerbauten oder zum Kloster gehörender Baulichkeiten. Geschützt nach §§ 28 (12) DSchG |    |
| Weitere Bilder | Jesuitenkolleg – Sachgesamtheit | Marktplatz 5, 6, Schmiedstraße 1 (Karte)                                                                                           | 1728/29                       | Jesuitenkolleg, 1722–1728 nach Entwurf der Ordensmitglieder Jakob Amrhein und Jose Guldmann erbaut, besteht aus - der Kirche (heute evangelische Stadtkirche) von 1724–1729, - dem Kollegiumsgebäude von 1722/23, 1803–1815 Kaserne, 1818–1963 Gymnasium, seit 1966 Gerichtsgebäude, 1858 und 1964–1966 umgebaut, - und dem Gymnasium 1722/23 erbaut, seit 1848 Gerichtsgebäude, - und der Gartenmauer am Sebastiansgraben, - sowie der im Boden befindlichen Resten profaner oder zum Kloster gehörender Baulichkeiten. Geschützt nach §§ 28 (12) DSchG |    |
| Weitere Bilder | Fürstpröpstliches Regierungs- und Verwaltungsgebäude, sogenanntes Stiftsrathaus (heute Gerichtsgebäude)                                       | Marktplatz 7 (Karte) | 1754                          | Dreigeschossiger Massivbau mit Mansardwalmdach, 1748–1754 nach Entwurf des fürstpröpstlichen Baumeisters Arnold Friedrich Prahl unter Beratung Balthasar Neumanns erstellt, 1812–1817 Universitätsgebäude, 1854 Gerichtsgebäude. Geschützt nach §§ 28 (12) DSchG |    |
|                | Gasthaus zum Kreuz | Marktplatz 10 (Karte) | 17. Jahrhundert               | Dreigeschossiger Putzbau mit Sichtfachwerkgiebel, im Kern 17. Jahrhundert, im 18. und 20. Jahrhundert erneuert. Geschützt nach § 2 DSchG |    |
|                | Gasthaus zum Schwarzen Ochsen (heute Wohn- und Geschäftshaus)                                                                                 | Marktplatz 11 (Karte) | 1680                          | Dreigeschossiger Putzbau mit Fachwerkgiebel, um 1680 erbaut, im 18. und 20. Jahrhundert erneuert. Geschützt nach § 2 DSchG |    |
|                | Gasthaus zum Hirsch (heute Wohn- und Geschäftshaus)                                                                                           | Marktplatz 12 (Karte) | 1926 Wiederaufbau             | Dreigeschossiger Putzbau, 1926 nach Brand über dem Erdgeschoss als Kaufmannshaus wiederaufgebaut. Geschützt nach §§ 28 (2) DSchG |    |
|                | Handwerkerhaus (Bäcker, heute Wohn- und Geschäftshaus)                                                                                        | Marktplatz 13 (Karte) | 1474                          | Dreigeschossiger Fachwerkbau, 1474 (dendro), im 17./18. Jahrhundert nördliche Giebel- und westliche Traufseite durch Massivwand ersetzt, mit Hausmadonna. Geschützt nach §§ 28 (12) DSchG |    |
|                | Fürstpröpstliches Wohn- und Amtshaus des Stadtammans (heute Wohn- und Geschäftshaus)                                                          | Marktplatz 16 (Karte) | 1737                          | Dreigeschossiger Massivbau mit Mansarddach, 1737 durch den fürstpröpstlichen Baumeister Arnold Friedrich Prahl erstellt. Geschützt nach §§ 28 (2) DSchG |    |
|                | Handwerkerhaus (heute Geschäftshaus) | Marktplatz 18 (Karte) | um 1660                       | Dreigeschossiger Massivbau mit Mansardhalbwalmdach, wohl um 1660 anstelle eines fürstpröpstlichen Gebäudes erbaut, im 18. Jahrhundert (Treppenhaus, Mansarddach) und 1970 umgebaut. Geschützt nach §§ 28 (2) DSchG |    |
|                | Kapitularshaus (heute Wohn- und Geschäftshaus)                                                                                                | Marktplatz 19 (Karte) | 18. Jahrhundert               | Dreigeschossiger, weitgehend massiver Putzbau des 18. Jahrhunderts, 1978 umfassend umgebaut. Geschützt nach § 2 DSchG |    |
|                | Handwerkerhaus (Bäcker, 1731 an das Kapitel verkauft, nach 1820 evangelisches Pfarrhaus)                                                      | Marktplatz 20 (Karte) | 1700                          | Dreigeschossiger, weitgehend massiver Putzbau, um 1700 erstellt, nach 1731 zum Kapitularshaus umgebaut. Geschützt nach § 2 DSchG |    |
|                | Kapitularshaus (heute Verwaltungsbau) – Sachgesamtheit                                                                                        | Marktplatz 21 (Karte) | 1. Hälfte 18. Jahrhundert     | Dreigeschossiger, weitgehend massiver Putzbau mit Ziergiebel, südliche Rückwand und Giebeldreiecke in Fachwerkkonstruktion, 1. Hälfte 18. Jahrhundert mit älterem Kern, an der Nordseite Nische mit Hausmadonna, samt den überlieferten Bestandteilen der Hofmauer. Geschützt nach §§ 28 (12) DSchG |    |
|                | Kapitularhof (heute Verwaltungsgebäude) – Sachgesamtheit                                                                                      | Oberamtsstraße 2 (heute Marktplatz 22) Flurstücksnummer 6/3, Apothekergasse 1/1, Flurstücksnummer 6/5 (Karte)                      | 1601                          | Dreigeschossiger Massivbau mit Eckerker und einseitigem Walm, 1601 dendro, anstelle eines fürstpröpstlichen Vorgängerbaus errichtet, an der Westseite Nische mit Immaculata von Melchior Paulus, samt Pferdestall (heute Gasthaus), im Kern 18. Jahrhundert, Umfassungsmauern sowie Hofareal mit abgegangenen Nebengebäuden. Geschützt nach §§ 28 (12) DSchG |    |
|                | Kelleranlage des Handwerkerhauses | Oberamtsstraße 4 (Karte) | Frühneuzeitlich               | Wohl frühneuzeitlich Geschützt nach § 2 DSchG | BW |
|                | Bürgerhaus (heute Wohn- und Geschäftshaus) | Oberamtsstraße 5 (Karte) | 18. Jahrhundert               | Dreigeschossiger Putzbau mit älterem Kern, im 18. Jahrhundert umgebaut. Geschützt nach § 2 DSchG | BW |
|                | Handwerkerhaus des Hofmalers (heute Wohnhaus)                                                                                                 | Oberamtsstraße 6 (Karte) | 16. Jahrhundert               | Zweigeschossiger Putzbau wohl des 16. Jahrhunderts, mit Hausmadonna (Original im Inneren). Geschützt nach § 2 DSchG | BW |
|                | Handwerkerhaus (heute Wohn- und Geschäftshaus)                                                                                                | Oberamtsstraße 9 (Karte) | 1544                          | Dreigeschossiger Putzbau, 1544 (dendro) erstellt, 1859 (dendro) nördliche Giebelseite erneuert. Geschützt nach § 2 DSchG |    |
|                | Handwerkerhaus (heute Wohn- und Geschäftshaus)                                                                                                | Oberamtsstraße 10 (Karte) | 1770                          | Dreigeschossiger Putzbau, 1770 erstellt und 1821 rückwärtig verlängert, 1836 Einbau einer Seifensiederwerkstatt im Erdgeschoss. Geschützt nach § 2 DSchG | BW |
|                | Kelleranlage | Oberamtsstraße 13 (Karte) | um 1730                       | Kelleranlage der ehemaligen Sonnenwirtschaft aus der Zeit um 1730 samt Brunnen. Geschützt nach § 2 DSchG | BW |
|                | Kapitlisches Wohn- und Amtshaus des kapitlischen Sekretärs (heute Wohnhaus)                                                                   | Oberamtsstraße 14 (Karte) | 1446                          | Zweigeschossiger Massivbau mit Walmdach, 1446 (dendro) erbaut, im 18. Jahrhundert umgebaut (z. B. Abwalmung und Innenausbau). Geschützt nach § 2 DSchG |    |
|                | Ehemaliges oberes Badgebäude | Oberamtsstraße 15, Flurstücksnummer 1/1 (Karte)                                                                                    | 16. Jahrhundert               | Ein- bis zweigeschossiger Fachwerkbau, teils massiv erneuert, im Kern 16. Jahrhundert, mehrfach (u. a. 1945) umgebaut, mit mittelalterlichem Vorgängerhaus. Geschützt nach § 2 DSchG |    |
|                | Gasthaus zur Kanne | Obere Straße 2 (Karte) | um 1740                       | Dreigeschossiger Putzbau mit Mansardwalmdach, um 1740 erbaut, in den 1950er Jahren um- und 1990 angebaut. Geschützt nach § 2 DSchG |    |
|                | Handwerkerhaus (Bäcker) | Obere Straße 3 (Karte) | 16. Jahrhundert               | Zweigeschossiger Putzbau, im Kern wohl 16. Jahrhundert, im 18., 19. und 20. Jahrhundert erneuert. Geschützt nach § 2 DSchG |    |
|                | Gasthaus zum Grünen Baum | Obere Straße 5 (Karte) | 1703                          | Dreigeschossiger Putzbau, 1703 erbaut mit jüngeren Veränderungen. Geschützt nach § 2 DSchG |    |
| Weitere Bilder | Adelmannsches Palais, Stadtresidenz der Freiherren von Adelmann (heute Kulturhaus) – Sachgesamtheit                                           | Obere Straße 6, 6/1, Flurstücksnummer 86, 86/4 (Karte)                                                                             | 1688, 1780–1789 Umbau         | Dreigeschossiger Massivbau, anstelle von drei Bürgerhäusern 1688 nach Plänen des Jesuitenarchitekten Heinrich Mayer für Wilhelm Christoph Adelmann erstellt und durch einen ummauerten Garten ergänzt. 1780–1789 durch den Baumeister Sebastian Manz für den Kastellan Joseph Anselm Adelmann umgebaut und erweitert, samt Pferdestall. Heute ist die Stadtbücherei im Gebäude untergebracht. Dazu gehören auch der Garten, Gartenhäuser und die Gartenmauern. Geschützt nach §§ 2 (12), 12 DSchG |    |
|                | Handwerkerhaus (heute Wohn- und Geschäftshaus)                                                                                                | Obere Straße 10 (Karte) | 1. Hälfte 18. Jahrhundert     | Dreigeschossiger Putzbau aus der 1. Hälfte des 18. Jahrhunderts, in den 1980er Jahren (Erdgeschoss) umgebaut. Geschützt nach § 2 DSchG |    |
|                | Kapitularhaus (heute Verwaltungsgebäude) | Obere Straße 11 (Karte) | 1741                          | Dreigeschossiger Massivbau, 1741 anstelle eines Vorgängerbaus (1606) neu erbaut, im 20. Jahrhundert erneuert. Geschützt nach § 2 DSchG |    |
|                | Mehrfamilienhaus (heute Verwaltungsgebäude)                                                                                                   | Obere Straße 13 (Karte) | 1883                          | Über Sockel zweigeschossiger Zierbacksteinbau mit Putzflächen und Sichtfachwerk, 1883 nach Abbruch des Schlosstors für den Arzt Schabel erstellt. Geschützt nach § 2 DSchG |    |
|                | Handwerkerhaus (heute Wohn- und Geschäftshaus)                                                                                                | Pfarrgasse 4 (Karte) | 1467                          | Zweigeschossiger Putzbau mit einseitigem Halbwalmdach, 1467 (dendro) erbaut, 1848 (dendro) um ein Stockwerk erhöht. Geschützt nach § 2 DSchG | BW |
|                | Handwerkerhaus für mehrere Familien (heute Wohn- und Geschäftshaus)                                                                           | Pfarrgasse 8 (Karte) | 1387                          | Dreigeschossiger Putzbau mit Satteldach, 1387 (dendro) erbaut, 1848 (dendro) um ein Stockwerk erhöht. Geschützt nach § 2 DSchG | BW |
|                | Handwerkerhaus (heute Wohnhaus) mit Garten – Sachgesamtheit                                                                                   | Pfarrgasse 10, Flurstücksnummer 58 (Karte)                                                                                         | 1374                          | Zweigeschossiger Putzbau, 1374 (dendro) erstellt, südliche Traufseite 16./17. Jahrhundert, Ostgiebel wohl im 18. Jahrhundert massiv aufgemauert, mit Garten. Geschützt nach § 2 DSchG | BW |
|                | Schulhaus – Sachgesamtheit | Pfarrgasse 15, 15/1 (Karte) | 18. Jahrhundert               | Wohl im 18. Jahrhundert als Schulmeisterhaus erbaut, und ehemalige Schule, 2. Hälfte des 18. Jahrhunderts (Wappentafel bezeichnet 1780), 1841/42 aufgestockt, 1990 umfassend umgebaut, Geschützt nach § 2 DSchG | BW |
|                | Wohngebäude mit Garten – Sachgesamtheit | Pfarrgasse 16, Flurstücksnummer56/2 (Karte)                                                                                        | 17./18. Jahrhundert           | Zweigeschossiger Putzbau mit Medaillon und Satteldach, 17./18. Jahrhundert, mit Anbau aus der Zeit um 1800 und Garten. Geschützt nach §§ 28 (2) DSchG |    |
| Weitere Bilder | Pfarrkirche St. Maria | Pfarrgasse 17, Flurstücksnummer 69/1, 70, 70/1, 71 (Karte)                                                                         | 1396                          | Um 1396 erstellt, 1487–1492 umgebaut und erweitert, 1633 umgebaut und 1717 von Melchior Paulus neu stuckiert, 1753 Umgestaltung des Langhauses durch den fürstpröpstlichen Baumeister Arnold Friedrich Prahl, 1879 und 1930 im Innern erneuert, samt den möglicherweise im Boden befindlichen Resten eines Vorgängerbaus. Geschützt nach §§ 28 (12) DSchG |    |
|                | Katholisches Stadtpfarrhaus (heute Verwaltungsgebäude) – Sachgesamtheit                                                                       | Pfarrgasse 18 (Karte) | 1730                          | Dreigeschossiger Putzbau mit Quergiebel und Walmdach, um 1730 anstelle eines Vorgängerbaus neu erstellt, samt Waschhaus, Hofdurchfahrt und Garten sowie den im Boden befindlichen Resten. Geschützt nach §§ 2, 28 (2) DSchG |    |
| Weitere Bilder | Kustoriengebäude (heute Verwaltungsgebäude) – Sachgesamtheit                                                                                  | Philipp-Jeningen-Platz 3, Flurstücksnummer 7/2, 7/3, 13 (Karte)                                                                    | 1720                          | Dreigeschossiger Putzbau mit Walmdach und Ziergiebel, 1720 erstellt, nach Zerstörung 1945 wiederaufgebaut, samt Hofmauer, Garten- und Hofflächen sowie den im Boden befindlichen Resten. Geschützt nach §§ 28 (2) DSchG |    |
| Weitere Bilder | Dekanatsgebäude | Philipp-Jeningen-Platz 4, Flurstücksnummer 9 (Karte)                                                                               | 1488                          | Dreigeschossiger Putzbau mit Satteldach, 1488 erstellt, 1590–1593 zur Stadtmauer hin erweitert, 1753 im Inneren umgestaltet, samt Garten und Hofmauern und den im Boden befindlichen Resten des Vorgängerbaus. Geschützt nach § 2 DSchG |    |
|                | Kapitilisches Wohnhaus des Chorprovisors (heute Sozialstation)                                                                                | Priestergasse 1 (Karte) | 1495                          | Dreigeschossiger Putzbau mit Halbwalmdach, 1495 erstellt und 1792 zur Stadtmauer hin erweitert, 1901–1904 erneuert. Geschützt nach § 2 DSchG |    |
|                | Kapitularshaus (heute Verwaltungsbau) | Priestergasse 5 (Karte) | 1787                          | Dreigeschossiger Massivbau mit Quergiebel und Walmdach, Ende des 18. Jahrhunderts (wohl 1787) anstelle eines Vorgängerhauses weitgehend neu errichtet. Geschützt nach §§ 28 (2) DSchG |    |
|                | Sogenannte Hohe Schule – Sachgesamtheit | Priestergasse 16 (Karte) | 17./18. Jahrhundert           | Dreigeschossiger Massivbau des 17./18. Jahrhunderts, 1842 und 1883 umgebaut, mit dem 1839 anstelle eines Halbrundturms errichteten Waschhaus. Geschützt nach §§ 28 (2) DSchG |    |
|                | Kapitlisches Wohnhaus für Chorvikare (heute Wohnhaus)                                                                                         | Priestergasse 19 (Karte) | 1566                          | Zweigeschossiger Sichtfachwerkbau (verputzt) mit massivem Erdgeschoss und Satteldach. 1566 (dendro), im 18. und frühen 20. Jahrhundert erneuert. Geschützt nach § 2 DSchG |    |
|                | Schloßvorstadt – Sachgesamtheit | Schloßvorstadt (viele Hausnummern und Flurstücksnummern) (Karte)                                                                   | 1767/68                       | Geschlossene Vorstadtbebauung, zweigeschossige Wohngebäude, 1736 unter der Oberleitung des fürstpröpstlichen Baumeisters Arnold Friedrich Prahl begonnen, 1767/68 fertig gestellt, im 19. Jahrhundert teilweise aufgestockt, samt rückwärtigen Gärten. Geschützt nach § 2 DSchG |    |
|                | Gartenhaus | Schloßvorstadt 6 (Karte) | um 1800                       | Putzbau mit Walmdach, um 1800 Geschützt nach § 2 DSchG | BW |
|                | Garten mit Gartenhaus (sogenannter Schwedenturm) – Sachgesamtheit                                                                             | Schloßvorstadt 14 (Karte) | 17./18. Jahrhundert           | Zweigeschossiger Putzbau mit abgewalmtem Dach, 17./18. Jahrhundert. Geschützt nach §§ 28 (2) DSchG | BW |
|                | Handwerkerhaus (heute Wohn- und Geschäftshaus) – Sachgesamtheit                                                                               | Schmiedstraße 6 (Karte) | um 1670                       | Dreigeschossiger Putzbau mit Satteldach, in den 1670er Jahren erstellt, im 18. Jahrhundert erneuert, samt Madonnenrelief (heute an Schmiedstraße 3). Geschützt nach § 2 DSchG |    |
|                | Wirtshausausleger | Schmiedstraße 16 (Karte) | 18. Jahrhundert               | Schmiedeeiserner Wirtshausausleger des Gasthauses zum Roten Ochsen, wohl noch 18. Jahrhundert. Geschützt nach § 2 DSchG |    |
|                | Gasthaus zum weißen Ochsen – Sachgesamtheit                                                                                                   | Schmiedstraße 20 (nördliche Haushälfte) (Karte)                                                                                    | 18. Jahrhundert               | Zweigeschossiger Putzbau, 18. Jahrhundert, 1877, 1954 und in jüngerer Zeit umgebaut, und Wirtshausausleger. 2008 abgerissen und durch neue Geschäftshäuser ersetzt. Geschützt nach § 2 DSchG | BW |
| Weitere Bilder | Lindenallee | Schöner Graben (Karte) | um 1750                       | In den 1750er Jahren als Wall-Promenade angelegt, seit dem 19. Jahrhundert „Schöner Graben“ genannt. Geschützt nach § 2 DSchG |    |
|                | Handwerkerhaus (heute Wohnhaus) | Spitalstraße 2 (Karte) | 1442                          | Zweigeschossiger Fachwerkbau mit einseitigem Halbwalmdach, 1442 (dendro) erbaut, im 19. und 20. Jahrhundert erneuert. Geschützt nach § 2 DSchG |    |
|                | Spital zum Heiligen Geist (heute Rathaus) | Spitalstraße 4, Flurstücksnummer 61 (Karte)                                                                                        | 1488, 1702                    | Im Kern 1488, 1699–1702 weitgehend erneuert und vergrößert, 1749–1752 nach Plänen von Arnold Friedrich Prahl umgestaltet und erweitert. 1987–1989 zum Rathaus umgebaut, einschließlich Spitalkapelle aus der Zeit um 1700 und den im Boden befindlichen Resten. Geschützt nach §§ 2, 28 (2, 12) DSchG |    |
|                | Handwerkerhaus (heute Wohn- und Geschäftshaus)                                                                                                | Spitalstraße 5 (Karte) | 17./18. Jahrhundert           | Dreigeschossiger Putzbau mit Walmdach, 17./18. Jahrhundert, 1886 umgebaut (Laden im Erdgeschoss). Geschützt nach § 2 DSchG | BW |
|                | Handwerkerhaus (heute Wohn- und Verwaltungsgebäude)                                                                                           | Spitalstraße 6 (Karte) | vor 1770                      | Dreigeschossiger Putzbau mit Walmdach und kleiner Gefängniszelle im Dachspitz, älterer Kern, in den 1770er Jahren um ein Geschoss erhöht. In der 2. Hälfte des 18. Jahrhunderts kapitlisches Amtshaus des Bauinspektors und Forstmeisters. Geschützt nach § 2 DSchG |    |
|                | Kapitularhaus, Wohn- und Amtsgebäude des Scholasters (heute Jugendmusikschule)                                                                | Spitalstraße 8 (Karte) | 1725                          | Über Sockel dreigeschossiger Massivbau mit Mansardwalmdach und Madonnenrelief an der Nordseite, bezeichnet „1725“ (Chronogramm), 1938–1989 Rathaus. Geschützt nach §§ 28 (12) DSchG |    |
|                | Hausmadonna | Spitalstraße 9 (Karte) | 18. Jahrhundert               | Hausmadonna des 18. Jahrhunderts in einer Nische an der südlichen Giebelseite. Geschützt nach § 2 DSchG |    |
|                | Kapitularshaus (heute Geschäftshaus) | Spitalstraße 10 (Karte) | 17./18. Jahrhundert           | Im 17./18. Jahrhundert erstellt, 1990 umgebaut. Geschützt nach § 2 DSchG | BW |
|                | Fürstpröpstliches Wohn- und Amtsgebäude (heute Bürogebäude)                                                                                   | Spitalstraße 18 (Karte) | 1791                          | Zweigeschossiger Massivbau mit Mansarddach, 1791 für den Oberjägermeister Baron von Knöringen anstelle eines Vorgängerbaus errichtet, in den 1980er Jahren umgebaut. Geschützt nach §§ 28 (2) DSchG |    |
|                | Ehemaliges kapitlisches Wohn- und Amtshaus, Wohnhaus des Organisten (heute Wohn- und Geschäftshaus)                                           | Spitalstraße 19 (Karte) | 18. Jahrhundert               | Zweigeschossiger Putzbau mit Ziergiebel und Satteldach, im 18. Jahrhundert anstelle eines Vorgängergebäudes errichtet, um 1828 und in jüngerer Zeit umgebaut. Geschützt nach § 2 DSchG | BW |
|                | Fürstpröpstliches Wohn- und Amtshaus (heute Wohn- und Geschäftshaus)                                                                          | Spitalstraße 22 (Karte) | 18. Jahrhundert               | Dreigeschossiger Putzbau mit Walmdach, in der 1. Hälfte des 18. Jahrhunderts anstelle eines Vorgängergebäudes errichtet, samt den Resten im Boden. Geschützt nach § 2 DSchG |    |
|                | Ehemaliges Mang- und Farbhaus (heute Wohnhaus)                                                                                                | Spitalstraße 24, Flurstücksnummer 79 (Karte)                                                                                       | 18. Jahrhundert               | Dreigeschossiger Putzbau mit Walmdach, in der 2. Hälfte des 18. Jahrhunderts anstelle eines Vorgängergebäudes errichtet, samt den Resten im Boden. Geschützt nach § 2 DSchG |    |
|                | Handwerkerhaus (heute Wohnhaus und Geschäftshaus)                                                                                             | Spitalstraße 29 (Karte) | 1699                          | Dreigeschossiger Putzbau mit Satteldach, 1699 anstelle eines Vorgängergebäudes errichtet, von 1730 bis 2011 Apotheke („Obere Apotheke“, mit Ausstattung). Geschützt nach § 2 DSchG |    |
|                | Handwerkerhaus (heute Wohn- und Geschäftshaus)                                                                                                | Spitalstraße 29 a (Karte) | 1434                          | Dreigeschossiger Fachwerkbau mit massivem Erdgeschoss, 1434 (dendro) erbaut, im 17., 18. und 20. Jahrhundert umgebaut. Geschützt nach § 2 DSchG | BW |
|                | Ehemaliges fürstpröpstliches Wohn- und Amtshaus des Hofmarschalls, sogenannte Winterresidenz des Fürstpropsts (heute Wohn- und Geschäftshaus) | Spitalstraße 35 (Karte) | 1594                          | Dreigeschossiger Massivbau mit Querhaus und Satteldach, 1594 (dendro) erbaut, im 18. Jahrhundert umgebaut, später Gastwirtschaft zum Grünen Hof, 1874 durch einen rückwärtigen Anbau erweitert. Geschützt nach § 2 DSchG |    |
|                | Schul- und Lehrerwohnhaus (heute Wohnhaus) | Zollgasse 1 (Karte) | um 1800                       | An der Stadtmauer angebauter dreigeschossiger Putzbau mit Satteldach, wohl um 1800 anstelle eines Vorgängergebäudes errichtet. Stadtmauer rückseitig im Gebäude. Geschützt nach § 2 DSchG |    |
|                | Stadtmauer mittig im Gebäude | Zollgasse 3 (Karte) | Spätmittelalter               | Zwingermauer im Keller. Geschützt nach § 2 DSchG |    |

### Kernstadt außerhalb der Altstadt
| Bild           | Bezeichnung | Lage | Datierung                                                | Beschreibung | ID |
| -------------- | --- | --- | -------------------------------------------------------- | --- | -- |
|                | Bier- und Sommerkeller der Brauerei zum Roten Ochsen – Sachgesamtheit                                                                   | Alte Steige 10, 12, Flurstücksnummer 229 (Karte)                                                                                               | 1837                                                     | Bestehend aus - Gastwirtschaftsgebäude: zweigeschossiger Putzbau von 1837, - Kellergebäude: Fachwerkbau über massivem Sockel, um 1880 errichtet, - Kelleranlage: als Stollen zum Abbau des Sandsteins angelegt. im 19. und 20. Jahrhundert Bierkeller, im Zweiten Weltkrieg zum Luftschutzkeller ausgebaut, - und zugehörige Freiflächen. Geschützt nach § 2 DSchG | BW |
|                | Kelleranlage | Alte Steige 16 (Karte) | Neuzeit                                                  | Als Stollen zum Abbau des Sandsteins angelegt, im 19./20. Jahrhundert Bierkeller, im Zweiten Weltkrieg Luftschutzkeller Geschützt nach § 2 DSchG |    |
|                | Wasserbehälter mit Bedienungshaus | Alte Steige 21 (Karte) | 1898                                                     | Massivgebäude (Backstein/Werkstein) mit Zeltdach, bezeichnet „1898“. Geschützt nach § 2 DSchG |    |
|                | Mittelalterlicher und frühneuzeitlicher Steinbruch                                                                                      | Alte Steige, Gewann Buchenberg, südlich oberhalb der Bebauung Flurstücksnummern 301 bis 423 (Karte)                                            | Mittelalter, Frühe Neuzeit                               | Geschützt nach § 2 DSchG | BW |
|                | Wege- und Gedenkkreuz | Am Kapitelfeld bei Nr. 3, Flurstücksnummer 957/3 (Karte)                                                                                       | 1908                                                     | Holzkreuz mit Holzkorpus, farbig gefasst, bezeichnet „1908“. Geschützt nach § 2 DSchG | BW |
|                | Sebastianskapelle | Am Stelzenbach 18 (Karte) | 1665                                                     | 1665 am Platz eines 1640/41 errichteten Vorgängerbaus erstellt, 1837 zum Wohngebäude umgebaut, 2000 renoviert und wieder als Kapelle genutzt. Geschützt nach §§ 28 (2) DSchG |    |
|                | Bahnstation Ellwangen – Sachgesamtheit                                                                                                  | Bahnhofstraße 7 (Karte) | 1866                                                     | Stationsgebäude von 1866, 1952 auf Veranlassung der amerikanischen Besatzung umgebaut. Teil der Hochbauten der 1865–1869 unter Leitung des Stuttgarter Architekten und Oberbaurats Georg von Morlok ausgeführten Eisenbahnstrecke Goldshöfe–Crailsheim (siehe auch Eich 3). Geschützt nach § 2 DSchG |    |
|                | Bau des Landwehrbezirkskommandos (heute Wohngebäude)                                                                                    | Bergstraße 10 (Karte) | 1909                                                     | Dreigeschossiger Putzbau mit Mansarddach von 1909, in jüngerer Zeit umgebaut. Geschützt nach § 2 DSchG |    |
| Weitere Bilder | Kinderdorf Marienpflege – Sachgesamtheit                                                                                                | Dalkinger Straße 2, 4, 4/1, 4/2, 4/3, 4/4, 4/5, 4/6, 4/7; Wolfgangsklinge 13, 13/1, 13/2, 13/3, 13/4, 13/5, 13/6, Flurstücksnummer 606 (Karte) | 1729, 1908 (Rettungsanstalt), 1964–1968 (Familienhäuser) | Die Sachgesamtheit umfasst: - Das als Vierflügelanlage erstellte Kapuzinerkloster von 1729, 1831 in eine Kinderrettungsanstalt umgewandelt, im 19. und 20. Jahrhundert mehrfach erneuert (Dalkingerstraße 4), - Hauptgebäude der Rettungsanstalt, viergeschossiger Putzbau mit geschwungenem Krüppelwalmdach, 1908 nach Plänen des Stuttgarter Baurats Stahl errichtet, in jüngerer Zeit umgebaut (Dalkingerstraße 2) - Kinderdorf, bestehend aus 14 eineinhalbgeschossigen Familienhäusern in Stahlbetonkonstruktion, 1964–1968 nach Plänen der Ellwanger Architektengemeinschaft Rothmaier/Tröster erbaut, samt Freiflächen (Dalkinger Straße 4/1, 4/2, 4/3, 4/4, 4/5, 4/6, 4/7, Wolfgangsklinge 13, 13/1, 13/2, 13/3, 13/4, 13/5, 13/6, Flurstücksnummer 606) Geschützt nach §§ 2, 28 (2) DSchG |    |
|                | Bauernhaus | Dalkinger Straße 9 (Karte) | 18. Jahrhundert                                          | Zweigeschossiger Putzbau, Ende des 18. Jahrhunderts erbaut. Geschützt nach § 2 DSchG | BW |
|                | Löwenkeller | Dalkinger Straße bei Nr. 10, 11 und 12, Flurstücksnummern 601, 59, 272, 272/1 und 572 (Karte)                                                  | Neuzeit                                                  | Wohl als Stollen zum Abbau des Sandsteins angelegt, im 19./20. Jahrhundert Bierkeller, im Zweiten Weltkrieg Luftschutzkeller. Geschützt nach § 2 DSchG | BW |
|                | Israelitischer Friedhof mit Ummauerung, Friedhofsfläche, Wegesystem und Grabdenkmalen – Sachgesamtheit                                  | Dalkinger Straße, Flurstücknummer 527/1 und 527/2 (Karte)                                                                                      | 1901                                                     | 1901 angelegt, 1943 aufgelöst, zwischen 1943 und 1945 Grabsteine entfernt; im Juni 1945 Wiederherstellung des Friedhofs und Restaurierung sowie Wiederaufstellung der Grabsteine, einschließlich des 1978 erneuerten schmiedeeisernen Tores und des Gedenksteins von 1978. Geschützt nach § 2 DSchG | BW |
|                | Bildstock | Dalkinger Straße, Flurstücknummer 492 | 1934 (Christusstatue)                                    | In mündlicher Überlieferung des Kaisers Kreuz. Nischenblockpfeiler, 18./19. Jahrhundert, mit Statue des leidenden Christus von Josef Retzbach, 1934 Geschützt nach § 2 DSchG |    |
|                | Bauernhaus des Mittelhofs (heute Wohngebäude)                                                                                           | Dewaldsweg 2 (Karte) | 18. Jahrhundert                                          | Zweigeschossiger Putzbau mit Walmdach, im Kern 18. Jahrhundert, in jüngerer Zeit umgebaut. Geschützt nach § 2 DSchG | BW |
|                | Sogenanntes Fischhaus (heute Wohnhaus) – Sachgesamtheit                                                                                 | Fischhaus 1, Flurstücksnummer 987/1 (Karte) | 1914                                                     | Zweigeschossiger Putzbau mit Krüppelwalmdach, als Einhaus 1914 anstelle eines Vorgängerbaus errichtet, samt Fischweiher und Damm sowie den im Boden befindlichen Resten der früheren Anlagen. Geschützt nach § 2 DSchG | BW |
|                | Villa – Sachgesamtheit | Freigasse 9, Flurstücksnummer 228/2 (Karte) | 1875                                                     | Zweigeschossiger Putzbau mit Mansarddach, 1720 als Gartenhaus erstellt, 1875 umfassend umgebaut und erweitert, samt Garten und den überlieferten Teilen der historischen Einfriedung. Geschützt nach § 2 DSchG | BW |
|                | Kellerhaus samt Kelleranlage – Sachgesamtheit                                                                                           | Freigasse 19, Flurstücksnummer 240, 241/1 und 241/6 (Karte)                                                                                    | Neuzeit                                                  | Ehemals als Stollen zum Abbau des Sandsteins angelegt, im 19. und frühen 20. Jahrhundert als Bierkeller genutzt, im Zweiten Weltkrieg Funktion eines Luftschutzkellers. Geschützt nach § 2 DSchG | BW |
|                | Flachsbrechhaus | Friedhofstraße 9 (Karte) | 18. Jahrhundert                                          | Eingeschossiger Massivbau mit Fachwerkgiebeln, 18. Jahrhundert. Geschützt nach § 2 DSchG | BW |
|                | Wohnhaus mit Garten und Gartenhaus – Sachgesamtheit                                                                                     | Gerhart-Hauptmann-Straße 9, Flurstücksnummer 1363 (Karte)                                                                                      | 1921                                                     | Zweigeschossiges Gebäude mit massivem Erdgeschoss und Walmdach, 1921 nach den Plänen der Stuttgarter Architekten Linder und Motz für den Darmfabrikanten Alfred Fritten erbaut, mit Garten und Gartenhaus. Geschützt nach § 2 DSchG | BW |
|                | Finanzamt (heute Verwaltungsgebäude) – abgegangen ??                                                                                    | Goethestraße 7 |                                                          | Das gibt es wohl nicht mehr?! (Google zeigt es nicht mehr.) Geschützt nach § 2 DSchG |    |
| Weitere Bilder | Ehemaliges Siechenhaus (heute Alamannenmuseum) – Sachgesamtheit                                                                         | Haller Straße 9, Flurstücksnummer 863, 864/1 (Karte)                                                                                           | Spätmittelalter                                          | Sie besteht aus - der Nikolauskapelle, mit spätmittelalterlichem Kern, im 17. Jahrhundert umgebaut und umgestaltet, - und dem ehemaligen Pfründnerhaus, im Kern ausgehendes 16. Jahrhundert, im 18. Jahrhundert umfassend erneuert und in den 1970er Jahren nach Süden erweitert, samt den im Boden befindlichen Resten des alten Siechenhauses. Geschützt nach §§ 2, 28 (12) DSchG |    |
|                | Landhaus mit Garten – Sachgesamtheit | Haller Straße 10 (Karte) | 1882/1883                                                | Zweigeschossiger Massivbau mit Walmdach, 1882/1883 nach Plänen des Aalener Werkmeisters Theurer für Eduard Zimmerle erstellt, in den 1930er Jahren umgestaltet, samt Garten. Geschützt nach § 2 DSchG | BW |
|                | Zwei Gartenhäuser – Sachgesamtheit | Haller Straße 17c und 17b | 18. Jahrhundert, um 1800                                 | Ein massiver Putzbau des 18. Jahrhunderts mit abgerundeten Ecken und Mansarddach (Nr. 17c) und ein über einem Gewölbekeller errichteter Putzbau mit Satteldach (Teil einer Kegelbahn) aus der Zeit um 1800 (Nr. 17b), beide ehemals Bestandteil einer spätbarocken Gartenanlage. Geschützt nach § 2 DSchG |    |
|                | Schlachthofanlage (heute Postzustellstützpunkt) – Sachgesamtheit                                                                        | Haller Straße 22 (Karte) | 1891                                                     | Die Anlage besteht aus dem Schlachtgebäude mit Wohn- und Verwaltungsteil, Freibank und Ställen, L-förmiger Backsteinbau mit Satteldach, 1891 durch die Schlachthofgenossenschaft Ellwangen offensichtlich nach Plänen des Stadtbaumeisters Wieland erstellt. Geschützt nach § 2 DSchG |    |
|                | Wohnhaus | Haller Straße 25 (Karte) | 1910/11                                                  | Über Sockel zweigeschossiger Putzbau mit Mansarddach, 1910/11 nach Plänen des Stuttgarter Architekten Franz Hippelein erstellt Geschützt nach § 2 DSchG | BW |
|                | Unteroffiziersvorbildungsanstalt von 1914–1916, 1922/23 Landeswaisenhaus, 1936 SS-Kaserne, seit 1956 Bundeswehrkaserne – Sachgesamtheit | Hohenstaufenstraße (interne Kasernengebäudenummern 1, 2, 5, 6, 7, 8, 9, 11, 13) (Karte)                                                        | 1916 und später                                          | Nach Kriegsende 1945 durch die amerikanische Besatzung u. a. als Hospital und Ausländerlager genutzt, seit 1956, nach Einführung der Wehrpflicht, Bundeswehrkaserne, in den 1960er Jahren umfassend erweitert. Kasernenanlage besteht aus: - Dem Mannschaftshaus samt Wirtschaftsgebäude, Exerzierhaus und Turnhallem aus der Zeit von 1914–1916 (heute Unterkunftsgebäude mit Kino und Kirche, Nr. 6), - dem Familienhaus aus der Zeit von 1914–1916 (heute Feldwebelwohngebäude, Nr. 2) - dem Stabshaus aus der Zeit von 1914–1916 (heute Stabsgebäude, Nr. 5) - der Offiziersspeiseanstalt aus der Zeit von 1914–1916 (heute Offiziersheim, Nr. 7) - dem Kommandeursgebäude aus der Zeit von 1914–1916 (heute Unteroffiziersheim, Nr. 8) - dem Stabsgebäude aus der Zeit von 1937 (heute Stabsgebäude, Nr. 1) - dem Mannschaftshaus samt Wirtschaftsgebäude von 1936 (heute Unterkunfts- und Wirtschaftsgebäude, Nr. 9) - dem Stallgebäude, Reithaus und Fahrzeugschuppen von 1936 (heute Kammer- und Ausbildungsgebäude, Nr. 11) - dem Wohnhaus (Nr. 13) aus der Zeit vor 1936, - der Einfriedung entlang der Konrad-Adenauer-Straße und - den zugehörigen Freiflächen. Geschützt nach § 2 DSchG |    |
|                | Ehemalige SS-Siedlung (heute Wohnsiedlung) – Sachgesamtheit                                                                             | Hohenstaufenstraße 6, 8, 9, 10, 11, 13, 15, 17, Flurstücksnummern … (Karte)                                                                    | 1936                                                     | In der Nachbarschaft zur SS-Kaserne erstellte SS-Siedlung (heute Wohnsiedlung), 1936, bestehend aus zweigeschossigen Mehrfamilienhäusern mit Walmdach samt Freiflächen. Geschützt nach § 2 DSchG | BW |
|                | Hungerbergkeller | Karl-Stirner-Straße bei Nr. 58, Flurstücksnummer 531, 532, 533/1 (Karte)                                                                       | 19./20. Jahrhundert                                      | Bis in das frühe 20. Jahrhundert als Stollen zum Abbau des Sandsteins genutzt, während des Zweiten Weltkriegs Luftschutzraum der SS-Kaserne, mit Brunnen von 1938/39 am Kellereingang. Geschützt nach § 2 DSchG | BW |
| Weitere Bilder | Friedhofs- und Pfarrkirche St. Wolfgang mit Friedhofsbereich und Ummauerung mit Grabplatten – Sachgesamtheit                            | Konrad-Adenauer-Straße 1 und Flurstücksnummer 736 (Karte)                                                                                      | 1473–1476                                                | Die Sachgesamtheit umfasst - die Friedhofskirche St. Wolfgang, 1473–1476 durch den Baumeister Hans Stiglitz erbaut, - den Friedhofsbereich bestehend aus den erhaltenen Teilen der historischen Ummauerung einschließlich der in die Mauer eingelassenen Grabplatten, - die kunst- und stadtgeschichtlich relevanten Grabdenkmalen (unter anderen: Mahnmal zum Gedenken an die Opfer des Nationalsozialismus, Gräber der KZ-Häftlinge, Grabmal von im Ersten Weltkrieg gefallenen italienischen Soldaten), - und das südlich der Kirche aufgestellte Kriegerdenkmal von Fritz Nuß. Geschützt nach §§ 2, 28 (12) DSchG |    |
| Weitere Bilder | Stadtmühle – Sachgesamtheit | Mühlgraben 10, 12, Flurstücksnummer 819/2, 830/1, 834 (Karte)                                                                                  | Um 1599 (dendro)                                         | Um 1599 (dendro) wohl unter Einbeziehung von Teilen des Vorgängerbaus erstellt (Nr. 12) mit Mühlkanal, samt den im Boden befindlichen Resten hoch- und spätmittelalterlicher Vorgängerbauten. Geschützt nach § 2 DSchG |    |
|                | Hohlwegartig ausgebildete historische Steigen – Sachgesamtheit                                                                          | Nibelungenweg, Rübezahlweg, Seifriedszellstraße Flurstücksnummer 949, 959/1, 959                                                               | wohl seit Mittelalter                                    | Hohlwegartige Steigen vom Jagsttal auf die Höhe im Zuge der alten Fernverbindung nach Schwäbisch Hall. Geschützt nach § 2 DSchG |    |
|                | Gartenhaus samt Gartenfläche – Sachgesamtheit                                                                                           | Peutingerstraße 4 (Karte) | um 1800                                                  | Putzbau mit Walmdach aus der Zeit um 1800, samt Gartenfläche. Geschützt nach §§ 28 (2) DSchG | BW |
|                | Kelleranlage | Peutingerstraße 20, Flurstücksnummer 1674, usw. (Karte)                                                                                        | Neuzeit                                                  | Zum Sandsteinabbau, später als Bierkeller (Fasskeller) genutzt, während des Zweiten Weltkriegs Luftschutzraum der SS-Kaserne (SS- und Werwolfzeichen). Geschützt nach § 2 DSchG | BW |
|                | Gartenhaus | Peutingerstraße 20a (Karte) | um 1800                                                  | Putzbau mit Säulengang und Pagodendach aus der Zeit um 1800. Geschützt nach § 2 DSchG | BW |
|                | Fabrikgebäude | Rindelbacher Straße 2 (Karte) | nach 1870                                                | Zweigeschossiger Putzbau mit Satteldach, in den 1870er Jahren als Pergament- und Hülsenfabrik erbaut. Geschützt nach § 2 DSchG | BW |
|                | Steingrubenmühle (heute Geschäftshaus)                                                                                                  | Rindelbacher Straße 12, Flurstücksnummer 1161 (Karte)                                                                                          | 1513/1595                                                | Zweigeschossiger Putzbau mit Walmdach, im Rundbogen bezeichnet „1513/1595“, im 17./18. Jahrhundert und in den 1950er Jahren umgebaut, mit den Resten im Boden. Geschützt nach § 2 DSchG | BW |
|                | Steinkreuz aus Sandstein | Rübezahlweg bei Nr. 15, Flurstücksnummer 932/8 (Karte)                                                                                         | 15. Jahrhundert                                          | Vermutlich Sühnekreuz des 15. Jahrhunderts Geschützt nach § 2 DSchG | BW |
|                | Steinkreuz aus Sandstein | Rübezahlweg bei Nr. 27, Flurstücksnummer 935/1 (Karte)                                                                                         | 15. Jahrhundert                                          | Vermutlich Sühnekreuz des 15. Jahrhunderts, hat ursprünglich 20 Meter stadtauswärts gestanden. Geschützt nach § 2 DSchG |    |
| Weitere Bilder | Blauhornkeller | Rübezahlweg, Flurstücksnummer 931, 957/3, 962, 960/3, 972 (Karte)                                                                              | 19./20. Jahrhundert                                      | Weiträumige Kelleranlage zum Sandsteinabbau, 19./20. Jahrhundert, im Kern wohl älter. Geschützt nach § 2 DSchG |    |
|                | Wohnhaushälfte (Bestandteil des ehemaligen Schafhofs)                                                                                   | Schafhof 1, 3, Flurstücksnummer 1505, 1504, 1782 (Karte)                                                                                       | Im Kern 1766                                             | Bestandteil des ehemaligen Schafhofs, im Kern 1766, 1890 erweitert, 1945 durch Beschießung östlicher Hausteil zerstört, samt den im Boden befindlichen Resten. Geschützt nach § 2 DSchG | BW |
|                | Burg (sogenannte Rinderburg) | Schafhof (viele Flurstücke) (Karte) | Mittelalter                                              | Im Boden befindliche Reste einer hochmittelalterlichen Befestigungsanlage (Burg), so genannte „Rinderburg“, samt obertägig sichtbaren Graben- und Wallanlagen. Geschützt nach § 2 DSchG | BW |
|                | Bildstock | Schloßsteige 27 (Karte) | 18. Jahrhundert                                          | Bildsäule mit Kreuzigungsrelief in Rocaille, Sandstein, ausgehendes 18. Jahrhundert. Geschützt nach § 2 DSchG | BW |
|                | Katholische Mädchenschule St. Gertrudis                                                                                                 | Schönbornweg 8 (Karte) | 1903                                                     | Dreigeschossiger Backsteinbau mit Quergiebel und Walmdach, 1903 durch den Oberamtsbaurat Schmied erstellt. Geschützt nach § 2 DSchG |    |
|                | Kapellenbildstock mit Statue des Guten Hirten – Sachgesamtheit                                                                          | Schönenbergstraße gegenüber Nr. 33, Flurstücksnummer 1902                                                                                      | 18. Jahrhundert                                          | Sandstein, 18. Jahrhundert, Statue in jüngerer Zeit rekonstruiert, bildet mit dem Original im Schloss eine Sachgesamtheit. Geschützt nach § 2 DSchG |    |
|                | Schulgebäude, sogenannte Schönen-Graben-Schule                                                                                          | Schöner Graben 13 (Karte) | 1884/85                                                  | Über Sockel zweigeschossiger Massivbau mit Mittelrisalit und Mansardwalmdach, 1884/85 durch den Stadtbaumeister Wieland als Knabenschule erbaut. Geschützt nach § 2 DSchG |    |
|                | Villa | Schöner Graben 17 (Karte) | 1848                                                     | Zweigeschossiger Massivbau mit Mittelrisalit und Walmdach, anstelle eines Gartenhauses 1848 als Wohnhaus errichtet, samt Garten, Resten der Einfriedung und Gartenhaus. Geschützt nach § 2 DSchG |    |
|                | Villa | Schöner Graben 19 (Karte) | 1902/03                                                  | Zweigeschossiger Backsteinbau mit Mittelrisalit und Mansarddach, 1902/03 von Werkmeister Riedlinger für den Fabrikanten Rudolf Emer errichtet. Geschützt nach § 2 DSchG |    |
|                | Wohnhaus – Sachgesamtheit | Schöner Graben 23 (Karte) | 1900                                                     | Über Sockel zweigeschossiger Massivbau mit Querhaus und Halbwalmdach, 1900 erstellt, samt schmiedeeiserner Einfriedung und Garten. Geschützt nach § 2 DSchG | BW |
|                | Amtsgericht mit Gefängnis – Sachgesamtheit                                                                                              | Schöner Graben 25 und 25/1 (Karte) | 1880/81                                                  | Gerichtsgebäude, dreigeschossiger Werk-/Dopfersteinbau mit Mittelrisalit und Walmdach, 1880/81 von dem Architekten A. Wiegand errichtet, und Gefängnisbau, zweigeschossiges Dopfersteingebäude mit Satteldach und jüngerem Querbau, zeitgleich mit dem Amtsgericht erstellt, samt den überlieferten Teilen der Gefängnismauern. Geschützt nach § 2 DSchG |    |
|                | Wohngebäude mit Nebengebäude – Sachgesamtheit                                                                                           | Sebastian-Merkle-Straße 2 und 4 (Karte) | vor 1800                                                 | Zweigeschossiger Putzbau mit Mansarddach, wohl 2. Hälfte des 18. Jahrhunderts samt zweigeschossigem Nebengebäude, Fachwerkbau mit massivem Sockelgeschoss, Zierverbretterung und Walmdach, aus der Zeit um 1800. Geschützt nach § 2 DSchG | BW |
|                | Gartenhaus | Sebastiansgraben 3 (Karte) | 19. Jahrhundert                                          | Putzbau mit Zeltdach, 19. Jahrhundert. Geschützt nach § 2 DSchG |    |
|                | Wohnhaus mit Arztpraxis | Sebastiansgraben 7 (Karte) | 1905                                                     | Über Sockel zweigeschossiger Putzbau mit Halbwalmdach, 1905 von Baurat Fröhner erstellt. Geschützt nach § 2 DSchG |    |
|                | Wohngebäude, Garten, Gartenhaus und Kellerhaus – Sachgesamtheit                                                                         | Sebastiansgraben 31, Flurstücksnummer 1198 (Karte)                                                                                             | 1838                                                     | Dreigeschossiger Werksteinbau mit Querhäusern und Satteldach, 1838 als Wohnhaus mit Käserei erstellt, 1870 umgebaut und 1890 durch einen straßenseitigen Zwerchgiebel erweitert, 1905 und 1965 erneuert, mit Garten einschließlich Gartenhaus und Kellerhaus (wohl ehemalige Käserei) beide wohl 1. Hälfte 19. Jahrhundert. Geschützt nach § 2 DSchG |    |
|                | Garnsiederei, später Gerberei (heute Wohnhaus) – Sachgesamtheit                                                                         | Sebastiansgraben 43, 43/1, Flurstücksnummer 139/4, 140, 140/3 (Karte)                                                                          | 1752                                                     | Zweigeschossiger Putzbau mit Mansarddach, 1752 von dem fürstpröpstlichen Baumeister Arnold Friedrich Prahl errichtet, 1779 umgebaut, mit Gerberscheuer, zweigeschossiger Putzbau mit Laubengang, 19. Jahrhundert, 2000 durch Brand teilzerstört, und Garten einschließlich Gerbergruben sowie den im Boden befindlichen Resten der von Prahls Witwe erbauten Porzellanbrennerei des 18. Jahrhunderts. Geschützt nach § 2 DSchG |    |
|                | Maschinenhalle des Überlandwerks Jagstkreis AG (UJAG) (heute EnBW-ODR)                                                                  | Unterer Brühl 3 (Karte) | 1911                                                     | Dreigeschossiger Putzbau mit Mansardwalmdach und niedrigen Anbauten, 1911 nach Entwurf der Berliner Firma Bergmann Elektrizitäts-Unternehmungen erbaut. Geschützt nach § 2 DSchG | BW |
|                | Wolfgangsvorstadt – Sachgesamtheit | Wolfgangsstraße 3. 5. 7. 9 und 13 (Karte) | 1719                                                     | Zweigeschossige Putzbauten mit Satteldach und jüngeren Querhäusern, 1715–1719 als einheitliche Vorstadtbebauung entstanden. Geschützt nach § 2 DSchG | BW |
|                | Jüdischer Friedhof mit Ummauerung | Ellwangen, Dalkinger Straße (Karte) | 1901                                                     | Israelitischer Friedhof mit Wegesystem und Grabdenkmalen, 1901 angelegt, 1943 aufgelöst, 1945 wiederhergestellt. Geschützt nach § 2 DSchG | BW |
|                | Abgegangenes Hochgericht | Ellwangen, ca. 2 km nordwestlich der Altstadt                                                                                                  | um 1700                                                  | Ursprünglich weithin sichtbar, auf einer leichten Anhöhe des Galgenbergs entstand um 1700 die Richtstätte der Fürstpropstei Ellwangen. Dieser sogenannte Dreischläfrige Galgen Anfangs des 19. Jhs. aufgelassen. Geschützt nach § 2 DSchG |    |

### Schloß ob Ellwangen
| Bild           | Bezeichnung                                        | Lage | Datierung             | Beschreibung | ID |
| -------------- | -------------------------------------------------- | --- | --------------------- | --- | -- |
| Weitere Bilder | Fürstpröpstliches Residenzschloss – Sachgesamtheit | Schloß ob Ellwangen Nr. 2, 3, 4, 5, (7, 8, 9) 11, 12 und Flurstücksnummer 1902, 1921 sowie 192, Bei den Schloßweihern 1 (Karte) | 13. Jahrhundert, 1608 | Das Fürstpröpstliches Residenzschloss, befestigte Schlossanlage, hervorgegangen aus der Burg des 13. Jahrhunderts, besteht aus: - dem Schlossgebäude, unter Einbeziehung von Teilen der Burg 1603–1608 durch Fürstpropst Johann Christoph von Westerstetten als Vierflügelanlage weitgehend neu erstellt, ab 1720 unter den Fürstpröpsten Franz Ludwig von der Pfalz und Franz Georg von Schönborn durch den Deutschordensbaumeister Franz Keller, den Baumeister Franz Joseph Roth und den fürstpröpstlichen Baumeister Arnold Friedrich Prahl zum Barockschloss mit einheitlichem Mansarddach umgestaltet, einschließlich Schlosskapelle St. Wendelin (bis 1620 in der Südostecke entstanden. 1723 durch Melchior Paulus umgestaltet) mit Vorschloss, Remise, Torhaus und Bastionen, - der sogenannten Hohensteinschen Stallung, - dem Bräuhaus, zweigeschossiger Putzbau mit Walmdach und Schneckengiebel, 1726, von Franz Joseph Roth erstellt - dem Schlosshof einschließlich Feuersee und Waaghaus, - den Befestigungswerken, - den historischen Steigen und Wegen zum Schloss, - den ehemaligen Fischteichen, - dem Pumpenhaus der Schlosswasserversorgung (sogenanntes Fischhaus), zweigeschossiger Putzbau mit Fachwerkgiebeln, im Kern wohl 16. Jahrhundert, 1625 (in der Eckfassung bezeichnet) erneuert, im 18. und frühen 19. Jahrhundert umgebaut, samt Pumpen und oberschlächtigem Wasserrad von 1885 (Bei den Schloßweihern 1) und - den im Boden befindlichen Resten mittelalterlicher Vorgängerbauwerke und Befestigungsanlagen. Geschützt nach §§ 28 (12) DSchG |    |

### Schönenberg
| Bild           | Bezeichnung                                                                           | Lage                                                                                            | Datierung | Beschreibung | ID |
| -------------- | ------------------------------------------------------------------------------------- | ----------------------------------------------------------------------------------------------- | --------- | --- | -- |
| Weitere Bilder | Wallfahrtskirche Schönenberg mit Priesterseminar (heute Tagungshaus) – Sachgesamtheit | Schönenberg Nr. 19, 21, 44–60 und Flurstücksnummer 1935, 1936, 1903, 1904, 1757/1, 1736 (Karte) | 1682–1687 | Wallfahrtskirche Schönenberg, 1682–1687 nach Plänen des Vorarlberger Baumeisters Michael Thumb unter der Bauführung von Christian Thumb sowie des Jesuitenpfarrers Heinrich Mayer erbaut, nach Brand 1709 unter der Leitung von Maximilian von Welsch wiederhergestellt, 1729 geweiht, mit - östlich der Kirche aufgestellten Steinfiguren des hl. Johann Nepomuk, 1732, und der Muttergottes, 1733, beide von Melchior Paulus, - Priesterseminar (heute Tagungs- und Exerzitienhaus), dreiflügeliger Mansarddachbau, 1749–1756 von dem fürstpröpstlichen Baumeister Arnold Friedrich Prahl unter Mitwirkung von Balthasar Neumann erstellt, - Pilgerweg, Lindenallee mit den 1733/34 erstellten achteckigen Rosenkranzkapellen einschließlich der größeren Marien- bzw. Lourdeskapelle und der Josephskapelle, - der Ölberggrotte und - den überlieferten Bestandteilen der historischen Friedhofsmauer samt Kriegerdenkmal und stadtgeschichtlich relevanten Denkmalen (Pfarrgräber). Geschützt nach §§ 28 (12) DSchG |    |

### Pfahlheim
Zu Pfahlheim gehören die Ortsteile: Beersbach, Buchhausen, Halheim, Hammermühle, Hardt, Hirlbach, Hochgreut, Hofstetten, Pfeifhäusle und Sonnenhof,

| Bild           | Bezeichnung                               | Lage                                             | Datierung                       | Beschreibung | ID |
| -------------- | ----------------------------------------- | ------------------------------------------------ | ------------------------------- | --- | -- |
| Weitere Bilder | Katholische Kirche St. Nikolaus           | Pfahlheim, Abt-Rudolf-Straße (Karte)             | 1891/92, 1701/02 (Turm)         | Das derzeitige Kirchenschiff wurde 1891/92 in neogotischem Stil errichtet, um dem Wachstum der Kirchengemeinde gerecht zu werden. Chor und Turm sind älter und lassen gotische Stilelemente erkennen. Im Rahmen des Neubaus wurde der früher freistehende Turm (Baujahr 1701/02) in den Grundriss integriert. Architekt war Joseph Cades aus Stuttgart. Geschützt nach § 2 DSchG |    |
|                | Ehemalige Schule                          | Pfahlheim, Kleinfeldle 3 (Karte)                 |                                 | [ 3 ] | BW |
|                | Kapelle zu den Allerheiligen mit Friedhof | Pfahlheim (Halheim), Nr. 8                       | 17. Jahrhundert                 | In Ortsmitte leicht erhöht stehende barocke Allerheiligenkapelle des 17./18. Jhs. mit älterem Kern (Chorturm); samt Friedhofsummauerung. Geschützt nach § 28 DSchG |    |
|                | Römisches Kastell Halheim mit Vicus       | Pfahlheim (Halheim), nördlich vom Ort            |                                 | Römisches Kastell, gekennzeichnet durch Buschhecke auf der Umfassungsmauer; vorzüglicher Erhaltungszustand; im Umfeld römische Zivilsiedlung (Vicus). Geschützt nach § 12 DSchG |    |
|                | Hofanlage der ehemaligen Ziegelhütte      | Pfahlheim, Kastellstraße 461                     | 18. Jahrhundert                 | Am nördlichen Ortseingang gelegene Hofanlage der ehemaligen Ziegelhütte mit so genanntem Herrenhaus, einem Barockbau des 18. Jhs. und einer Scheune von 1831 sowie dem Hausgarten. Geschützt nach § 2 DSchG |    |
|                | Abgegangene Burg Pfahlheim                | Pfahlheim, Bereich Hasenbergstraße/Am Kirchplatz | 1218                            | Geschützt nach § 2 DSchG |    |
|                | Keltische Viereckschanze, Altes Schloss   | Pfahlheim, Altes Schloss, Schlechtenrain         | 2. Jahrhundert                  | Im Wald östlich von Pfahlheim gelegene keltische Viereckschanze des 3./2. Jhs. v. Chr. Geschützt nach § 2 DSchG |    |
|                | Grabhügel Ihmberg                         | Pfahlheim, Ihmberg                               | älteren Eisenzeit/Hallstattzeit | Südlich von Pfahlheim auf einem Hügel 25-30 Grabhügel der älteren Eisenzeit/Hallstattzeit. Geschützt nach § 2 DSchG |    |

### Rindelbach
Zu Rindelbach gehören Borsthof, Eigenzell, Gehrensägmühle, Holbach, Kalkhöfe, Kellerhaus, Rabenhof, Rattstadt, Rotkreuz, Scheuensägmühle, Schönau, Schönenberg, Stocken, Stockensägmühle und Treppelmühle,

| Bild           | Bezeichnung                                    | Lage                                           | Datierung       | Beschreibung | ID |
| -------------- | ---------------------------------------------- | ---------------------------------------------- | --------------- | --- | -- |
| Weitere Bilder | Kapelle St. Maria in der Eich – Sachgesamtheit | Eich 1, Flurstücksnummer 1527/1 (Karte)        | 1514            | 1514 geweiht, 1761 und 1764–1767 innen renoviert, mit südöstlich gelegener Brunnenkapelle des 18. Jahrhunderts, 1971 umfangreich erneuert. Geschützt nach §§ 28 (12) DSchG                                                      |    |
|                | Schul- und Mesnerhaus (heute Wohnhaus)         | Eich 2 (Karte)                                 | 1864            | Zweigeschossiger Werksteinbau, 1863/64 als Ersatz für das ältere Mesnerhaus erstellt, in jüngerer Zeit umgebaut. Geschützt nach § 2 DSchG                                                                                       |    |
|                | Streckenwärterhaus (Teil der Sachgesamtheit)   | Eich 3 (Karte)                                 | 1869            | Teil der Hochbauten der Eisenbahnstrecke Goldshöfe–Crailsheim (siehe auch Bahnhofstraße 7) Geschützt nach § 2 DSchG |    |
|                | Statue des Hl. Nepomuk                         | Rindelbacher Straße Flurstücksnummer 1151/3    | 20. Jahrhundert | Ehemals auf der Jagstbrücke, mit Änderung des Jagstverlaufs Standort verlegt, wohl frühes 20. Jahrhundert. Geschützt nach § 2 DSchG                                                                                             |    |
|                | Kapelle                                        | Rindelbach (Holbach), Nr. 15                   | 1893/94         | Neugotischer Bau. Geschützt nach § 2 DSchG |    |
|                | Ehem. Jagstbrücke mit Nepomuk                  | Rindelbach (Holbach), An der Kellerhaus Straße | 16. Jahrhundert | Ehem. Jagstbrücke, dreibogige Steinbrücke, Mitte 16. Jh., samt Johann-Nepomuk-Statue. Geschützt nach § 2 DSchG |    |
|                | Altes Schloss                                  | Rindelbach (Holbach), Flur Großleiter          |                 | Der kleine trapezförmige Burstel am Nordwestfuß des Hornberg wird dreiseitig von einem gut erhaltenen Wallgrabenring umzogen. Historische Nachrichten zu der insgesamt ca. 85 m breiten Anlage fehlen. Geschützt nach § 2 DSchG |    |

### Röhlingen
Zu Röhlingen gehören: Dettenroden, Elberschwenden, Erpfental, Haisterhofen, Killingen, Neunheim, Neunstadt, Rötlen, Schafhof, Steigberg, Süßhof und Wagnershof,

| Bild           | Bezeichnung                                                                         | Lage                                                             | Datierung              | Beschreibung | ID |
| -------------- | ----------------------------------------------------------------------------------- | ---------------------------------------------------------------- | ---------------------- | --- | -- |
| Weitere Bilder | Katholische Pfarrkirche St. Peter und Paul                                          | Röhlingen, Kirchstraße (Karte)                                   | 1898–1901              | Der ursprünglich romanische Bau wurde durch einen in den Jahren 1898–1901 nach Plänen von Ulrich Pohlhammer im neugotischen Stil errichteten Neubau ersetzt. Der 1919–1922 entstandene Kreuzwegfries von Alois Schenk gilt als frühestes Zeugnis des Expressionismus in einer Kirche der Diözese Rottenburg-Stuttgart. Geschützt nach § 2 DSchG |    |
| Weitere Bilder | Katholisches Pfarrhaus                                                              |                                                                  |                        | Geschützt nach § 2 DSchG |    |
|                | Kapelle St. Sebastian                                                               | Röhlingen, Dettenroden Nr. 22                                    | 1715/16                | Barocke Kapelle St. Sebastian. Geschützt nach § 28 DSchG |    |
|                | Kapelle St. Ägidius                                                                 | Röhlingen (Erpfental), bei Nr. 6                                 | 15. Jahrhundert        | Kleine Kapelle St. Ägidius, im Kern 15. Jh. (mit Fresken im Chor), im 17. Jh. erneuert. Geschützt nach § 12 DSchG |    |
|                | Abgegangene Burg bei Erpfental                                                      | Röhlingen (Erpfental), südlich Erpfental, Flur Kanz              | 15. Jahrhundert        | In Tallage an der Röhlinger Sechta gelegener landschaftsprägender Burstel. An der Süd- und Westseite durch Steinbruchnutzung und Wegebau stark beschnitten. Grabenreste auf der Ostseite vorhanden. Geschützt nach § 2 DSchG |    |
|                | Abgegangene Burg Haisterhofen mit Kapelle St. Ursula und Friedhof                   | Röhlingen (Haisterhofen), Brunnenbergstraße 20                   | 1702                   | Die auf dem Burstel errichtete Kapelle St. Ursula von 1702 mit Vorgängerbauten sicher bis in spätmittelalterliche Zeit zurückreichend; mit ehemaligem Friedhofsbereich samt Einfriedung. Geschützt nach § 12 DSchG |    |
|                | Kapelle St. Martin und Silvester                                                    | Röhlingen (Killingen), St. Martinus-Straße 2                     | 16. Jahrhundert        | Kapelle St. Martin und Silvester, Barockbau des 16./17. Jhs. Geschützt nach § 28 DSchG |    |
|                | Abgegangene Burg Hornsberg                                                          | Röhlingen (Killingen), ca. 1,5 km südlich Killingen, Punkt 587,2 | 16. Jahrhundert        | Geschützt nach § 2 DSchG |    |
| Weitere Bilder | Kapelle zur Wacht der hl. Engel                                                     | Röhlingen (Neunheim), Ellwanger Straße 9 (Karte)                 | 1724                   | In der Ortsmitte stehende barocke Kapelle zur Wacht der heiligen Engel. Geschützt nach § 12 DSchG |    |
|                | Wegkapelle                                                                          | Röhlingen (Neunheim), Straße nach Ellwangen                      | 1776                   | In Solitärlage am Wegesrand der Straße nach Ellwangen stehende kleine Kapelle von 1776 (1969 abgetragen und 1971 an jetzigem Standort wiederaufgebaut). Geschützt nach § 2 DSchG |    |
|                | Wasserturm                                                                          | Röhlingen (Neunheim), Golderfeld 1                               | Frühes 20. Jahrhundert | Wasserturm, polygonaler Putzbau mit Zeltdach, innen Rundbehälter. Geschützt nach § 2 DSchG |    |
|                | Kapelle St. Blasius mit Ölbergkapelle                                               | Röhlingen (Neunheim), Schlierbach Straße 26                      | 1722                   | Barocker Bau von 1722 mit mittelalterlichem Kern (1484); mit südöstlich gelegener Ölbergkapelle des 19. Jhs. Geschützt nach § 12 DSchG |    |
|                | Wegkapelle                                                                          | Röhlingen (Neunheim), Straße nach Röhlingen                      | Anfang 20. Jahrhundert | Als Solitär an der Straße nach Röhlingen stehende Wegkapelle, Putzbau, Anfang 20. Jh., flankiert von Kastanienbäumen. Geschützt nach § 2 DSchG |    |
|                | Kapelle U.L.Frau zu Dietersbach                                                     | Röhlingen, Zöbinger Straße 13/1                                  | 1462                   | 1462 erstmals genannt, 15./16. Jh., im 18. Jh. erneuert, bis ins 19. Jh. eine Marienwallfahrt bestehend. Geschützt nach § 28 DSchG |    |
|                | So genanntes Schloss Rötlen mit Kapelle St. Katharina, Nebengebäuden und Burggraben | Röhlingen (Rötlen), Speratus-Weg 10, 12, 13                      | 1471                   | Schloß im 19. Jh. weitgehend abgebrochen, Burgstall mit stark eingetieftem Burggraben, Kapelle St. Katharina (unter Einbeziehung älterer Bauteile 1744-1746 erbaut) und Amtsdienerhaus (unter Einbeziehung mittelalterlicher Bauteile 1706 errichtet) erhalten. Geschützt nach § 28 DSchG                                                       |    |

### Schrezheim
Zu Schrezheim gehören Altmannsrot, Altmannsweiler, Bahnmühle, Eggenrot, Engelhardsweiler, Espachweiler, Glassägmühle, Griesweiler, Hinterlengenberg, Hintersteinbühl, Lindenhäusle, Lindenhof, Lindenkeller, Ölmühle, Rotenbach, Schleifhäusle und Vorderlengenberg,

| Bild | Bezeichnung                     | Lage                                      | Datierung       | Beschreibung | ID |
| ---- | ------------------------------- | ----------------------------------------- | --------------- | --- | -- |
|      | Antoniuskapelle                 | Schrezheim, Jagststraße (Karte)           | 1692            | Die Antoniuskapelle wurde 1692 von dem Schrezheimer Bürger und Besitzer der dortigen Ziegelei Anton Friedrich Ziegler und seiner Ehefrau Margarete gestiftet. Am 20. Mai 1729 weihte man sie zu Ehren des heiligen Antonius von Padua. Im Jahre 1757 erhielt sie seine Reliquie unmittelbar aus Padua. Die Deckenfresken der Kapelle mit Szenen der Legende des hl. Antonius v. Padua stammen von Joseph Wintergerst und wurden 1821 geschaffen. Geschützt nach § 2 DSchG |    |
|      | Ehemaliges Jesuitenkolleg       | Schrezheim, Burgstraße 13 (Karte)         |                 | [ 3 ] | BW |
|      | Fayence-Manufaktur              | Schrezheim, Fayence-Straße 23, 25, 29     | 1752            | 1752 am östlichen Ortsrand gegründete „PorcellanFabric“ mit Manufakturgebäuden, Hofplatz und Lehmgrube. 1872 führt die Entdeckung einer eisenhaltigen Quelle 1874 zur Einrichtung einer Bade- und Brunnenkuranstalt in dem ehemaligen Wohngebäude, die bis Ende der 1880er Jahre bestand. Geschützt nach § 2 DSchG |    |
|      | Ehem. Bahnmühle                 | Schrezheim, Bahnmühle, Nr. 1              | Anfang 18. Jh.  | Als Solitär im Tal gelegene ehem. Mühle (Massivbau über hohem Sockel). Geschützt nach § 2 DSchG |    |
|      | Ehem. Ölmühle mit Nebengebäuden | Schrezheim, Ölmühle; Nr. 3, 3a+b          | 18. Jahrhundert | Im Rotenbachtal stehende Ölmühle mit Wohnhaus, Wohnstallhaus und Scheune des 18. Jhs. Geschützt nach § 2 DSchG |    |
|      | Kath. Kirche St. Patrizius      | Schrezheim (Eggenrot), Rosenbergstraße 48 | 1895            | Katholische Kirche St. Patrizius, 1895 von Josef Cades erbaut, später mehrfach erneuert. Geschützt nach § 2 DSchG |    |